# Toy Story
Toy Story es una película infantil de animación por computadora dirigida por John Lasseter, estrenada en 1995 y producida por Pixar. Fue el primer largometraje de Pixar, además de la primera cinta animada completamente con efectos digitales en la historia del cine.
Joss Whedon, Andrew Stanton, Joel Cohen y Alec Sokolow redactaron el guion, y Randy Newman compuso la banda sonora. El reparto principal estuvo integrado por Tom Hanks y Tim Allen, quienes prestaron sus voces en inglés a los personajes de Woody y Buzz, respectivamente. Para el proceso de animación, colaboraron un total de 110 empleados de Pixar, a diferencia de los 800 que trabajaron en una de las últimas producciones de Disney en aquellos años, El rey león (1994).
La historia sigue las aventuras de un grupo de juguetes vivientes, en particular del vaquero Woody y el guardián espacial Buzz Lightyear. Si bien al principio rivalizan entre sí, conforme transcurre la trama se van volviendo amigos. Tras su estreno, Toy Story se convirtió en la cinta más taquillera de EE. UU. y Canadá en su primer fin de semana de exhibición. En total recaudó más de 191 millones USD en ambos países, y más de 361 millones adicionales a nivel internacional. Se hizo acreedora a críticas positivas en su gran mayoría, en las que se elogió la innovación técnica de la animación y el guion.
Disney y Pixar comenzaron una franquicia inspirada en los personajes y elementos de la película, que incluye juguetes y videojuegos, entre otros productos diversos. La trama de Toy Story fue continuada en el cine con Toy Story 2 (1999), Toy Story 3 (2010), y Toy Story 4 (2019).

## Argumento

### Sinopsis
Toy Story comienza con una misión de reconocimiento realizada por un grupo de juguetes, encabezados por el vaquero Woody, para identificar los obsequios recibidos por su propietario, Andy, con motivo de su sexto cumpleaños. Entre los regalos se encuentra una figura de acción, el guardián espacial Buzz Lightyear, que rápidamente pasa a ser el predilecto del niño. Si bien la mayoría de los juguetes, entre ellos Bo Peep, Mr. Potato Head, Hamm, Slinky y Rex, reciben con entusiasmo a Buzz, Woody busca deshacerse en secreto de él por haberlo sustituido como el muñeco favorito de Andy. Por otra parte, Buzz desconoce su identidad como un juguete y cree que su objetivo es regresar de vuelta a su planeta natal.
La rivalidad entre el vaquero y el guardián espacial llega a un clímax cuando, durante una salida al restaurante Pizza Planeta, Andy accidentalmente los deja olvidados en una estación de servicio. Si bien Woody tiene la certeza de reencontrarse con su dueño en el citado restaurante, Buzz prefiere seguir su propio camino para viajar al espacio exterior. Consciente de que no puede volver sin su compañero y sin poder hacerlo entrar en razón al explicarle su naturaleza como un juguete, el vaquero lo engaña al hacerle creer que la nave decorativa de una camioneta de Pizza Planeta habría de llevarlos a su planeta. No obstante, ya en el restaurante, son capturados por el vecino de Andy, Sid, que los lleva consigo a su casa.
Poco después Buzz y Woody descubren que Sid suele dañar o destruir juguetes para divertirse, por lo que intentan huir, sin embargo, en el proceso Buzz experimenta una crisis existencial tras mirar un comercial de televisión suyo y se percata de que no es un verdadero guardián espacial, por lo que prefiere quedarse con Sid. Justo antes de que este lo destruya con un cohete pirotécnico, Woody logra motivar a Buzz y lo persuade de regresar con Andy. En su huida son apoyados por los juguetes maltratados de Sid, que se manifiestan con vida frente al niño y lo atemorizan.
En las escenas finales se aprecia cómo Buzz y Woody regresan con sus amigos con ayuda del auto a control remoto de Andy justo antes de que se concrete su mudanza a un nuevo hogar en el que, durante Nochebuena, descubren como parte de otra misión de reconocimiento que Andy habría de recibir un perro como obsequio navideño.

### Temáticas

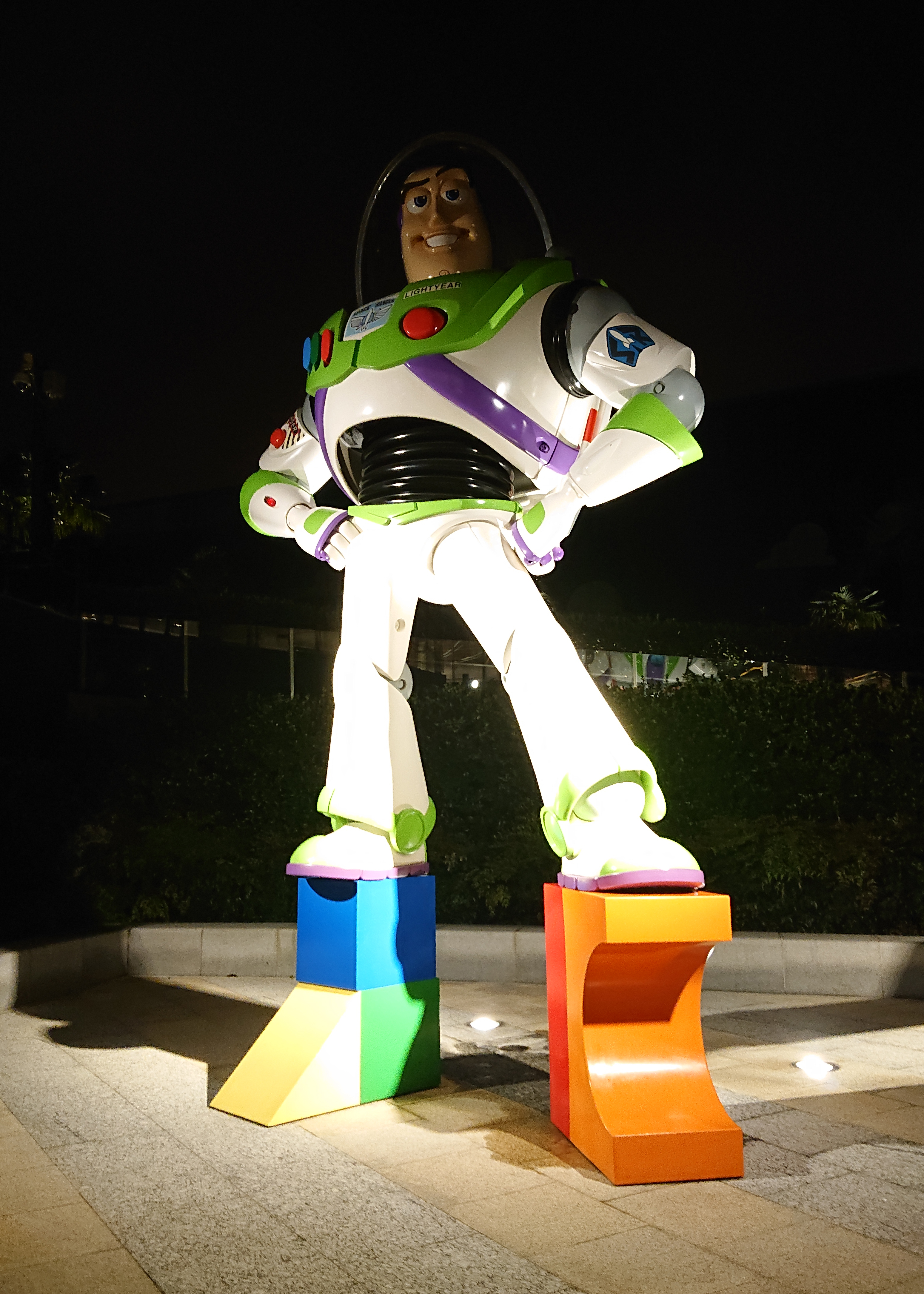
Escultura de Buzz Lightyear.

La trama de Toy Story aborda esencialmente el concepto de que «los juguetes cobran vida cuando no los estamos mirando» y disfrutan que los seres humanos los utilicen para jugar, aunque cada uno posee su propia personalidad que les confiere cierta naturaleza humana. Una de sus temáticas principales es la amistad entre «Woody y Buzz; un camino que viene del odio/envidia, y pasa por el conocimiento propio y del otro, y por la donación hacia el otro, necesaria para la no autodestrucción. Y una amistad que se refuerza por una misma misión: el ser los juguetes de Andy, que les echa de menos». La canción «You've got a friend in me» ahonda en el significado de este elemento, al exponer que «aunque pasen los años, nuestra amistad no morirá, verás que es nuestro destino [porque] tienes un amigo en mí». El filme también refleja las consecuencias de los celos ante «la posibilidad de que alguien nuevo le robe el afecto a alguien que amamos».
La secuencia en la que Buzz descubre su verdadera identidad como un juguete incorpora temáticas como la desilusión, la crisis existencial y la depresión. Nicholas Barber, de BBC, comparó la narrativa de la escena con la literatura de Philip K. Dick, al percibir que: «atrapado en un ambiente hostil, un hombre descubre que todo lo que sabe sobre el mundo es una mentira. Todos sus recuerdos son falsos, todas sus convicciones son erróneas. Él no es el héroe que asumió que era. Ni siquiera es un individuo. Es un autómata, fabricado de metal y plástico, cuyo único propósito es divertir a sus creadores». En su análisis también destacó que «los personajes principales, los juguetes, son esencialmente los padres [de Andy]: adultos acosados que no quieren nada más que complacerlo, incluso sabiendo que pronto crecerá y los dejará atrás [... es una historia sobre] lo difícil y poco gratificante que es la vida de los padres de familia».
Por otra parte, la trama invita al espectador a que «aspire a soñar en grande», lo cual se ve reforzado por la expresión «Al infinito y más allá», pronunciada por el propio Buzz. De igual forma, la película ofrece al espectador una sensación de «nostalgia por la infancia [junto con] nuestros recuerdos de las relaciones con nuestros juguetes y el doloroso proceso de convertirse en adultos independientes», al mismo tiempo que expone la importancia de un juguete al ser «vistos por los niños [de la película] casi al mismo nivel que el de un familiar, incluso con mayor importancia que las mascotas». En opinión del sitio web Screenprism.com: «Los niños a menudo tratan a sus juguetes como niños, imitando las técnicas de cuidado de sus propios padres desde una edad temprana a través de sus bebés y muñecas ficticias. Cuando un niño deja un juguete en particular, la reacción de angustia de ese juguete es genuina porque, en Toy Story, se representa como un niño abandonado por un padre que ya no lo ama. Mientras tanto, en el punto de vista normal de un adulto, que ve los juguetes como objetos inanimados, las acciones de los niños nos parecen naturales. Después de todo, los niños crecen eventualmente y la infancia no dura para siempre».

## Reparto principal
La selección del reparto de voces recayó en Ruth Lambert, Nancy Hayes y Mickie McGowan y dio comienzo a principios de 1993, conforme se concretaba la redacción del guion. Cabe señalar que la grabación de las voces se llevó a cabo antes del proceso de animación, a partir de guiones gráficos que incluían diálogos grabados por algunos empleados de Pixar, a manera de inspiración para la interpretación de los actores seleccionados. En total se realizaron diez sesiones de grabación, de cuatro horas cada una aproximadamente, para concretar esta etapa de la producción.
Lasseter tenía considerado a Tom Hanks desde un inicio para que interpretara a Woody al expresar que «[... él] tiene la capacidad para adoptar sensaciones y volverlas conmovedoras. Incluso si el personaje, como en el caso de A League of Their Own, se halla en las situaciones más adversas y despreciables». A su vez, el actor aceptó la propuesta cuando le mostraron una secuencia de la película con su voz superpuesta a partir de su interpretación en Turner and Hooch. Si bien Billy Crystal era la opción inicial para Buzz, este rechazó participar en la producción, aunque luego Pixar le ofreció participar en Monsters, Inc. Ante esto, Katzenberg le ofreció el rol a Tim Allen, que en ese entonces grababa la serie Home Improvement, de Disney. Se trató de la primera ocasión en que Hanks y Allen interpretaron a un personaje animado en sus respectivas trayectorias cinematográficas.
- Tom Hanks como el Sheriff Woody: un muñeco vaquero que es el juguete favorito de Andy, así como el protagonista de la película. En cuanto al doblaje en español, Carlos Segundo se encargó de dicho papel en Hispanoamérica, y Óscar Barberán en España.[20]
- Tim Allen como Buzz Lightyear: una figura de acción que emula a un astronauta que recorre el espacio exterior en búsqueda de aventuras. Es el nuevo juguete que recibe Andy, y al conocer a los demás juguetes empieza a adquirir mucha popularidad. Esto le lleva a rivalizar con Woody. José Luis Orozco realizó el doblaje para Hispanoamérica, y José Luis Gil para España.[20]
- Don Rickles como Sr. Cara de Papa o Sr. Patata: su diseño está inspirado en Mr. Potato Head. Se contrató a Jesse Conde para el doblaje de Hispanoamérica y a Miguel Ángel Jenner para España.[20]
- Jim Varney como el perro Slinky: un perro salchicha con cuerpo de Slinky (basado en su propio nombre) y uno de los amigos de Woody. Los doblajes para Hispanoamérica y España fueron realizados por Carlos del Campo y Ricky Coello.[20]
- Wallace Shawn como Rex: un tiranosaurio rex de plástico. El doblaje lo realizaron Jesús Barrero y Pep Sais para Hispanoamérica y España.[20]
- John Ratzenberger como Hamm: una hucha o alcancía en forma de cerdo, amigo de Woody. El doblaje del personaje fue hecho por Arturo Mercado para Hispanoamérica y por Claudio García para España.[20]
- Annie Potts como Bo Peep: una pastorcita de porcelana. En Latinoamérica fue doblada por Diana Santos. Se desconoce quien realizó el doblaje para España.[20]
- John Morris como Andy Davis: es el propietario de Woody, Buzz y los demás juguetes de su habitación. Doblado por Raúl Castellanos y Nacho Aldeguer para Hispanoamérica y España respectivamente.[20]
- Erik von Detten como Sid Phillips: el vecino malvado de Andy que tortura a los juguetes sólo por diversión. Actúa como el antagonista de la historia. Enzo Fortuny prestó su voz para la versión de Hispanoamérica y David Jenner para España.[20]
- R. Lee Ermey como el sargento: el jefe de la armada de soldados de plástico de Andy. Para el doblaje hispanoamericano, Raúl de la Fuente prestó su voz, y para el español, Luis Marco.[20]
- Laurie Metcalf como la Sra. Davis: la madre de Andy. Ruth Toscano y Rosa María Hernández fueron contratadas para el doblaje en español.[20]
- Sarah Freeman como Hannah Phillips: la hermana menor de Sid. Karla Falcón Castrejón y Michelle Jenner realizaron los doblajes para Hispanoamérica y España, respectivamente.[20]

## Producción

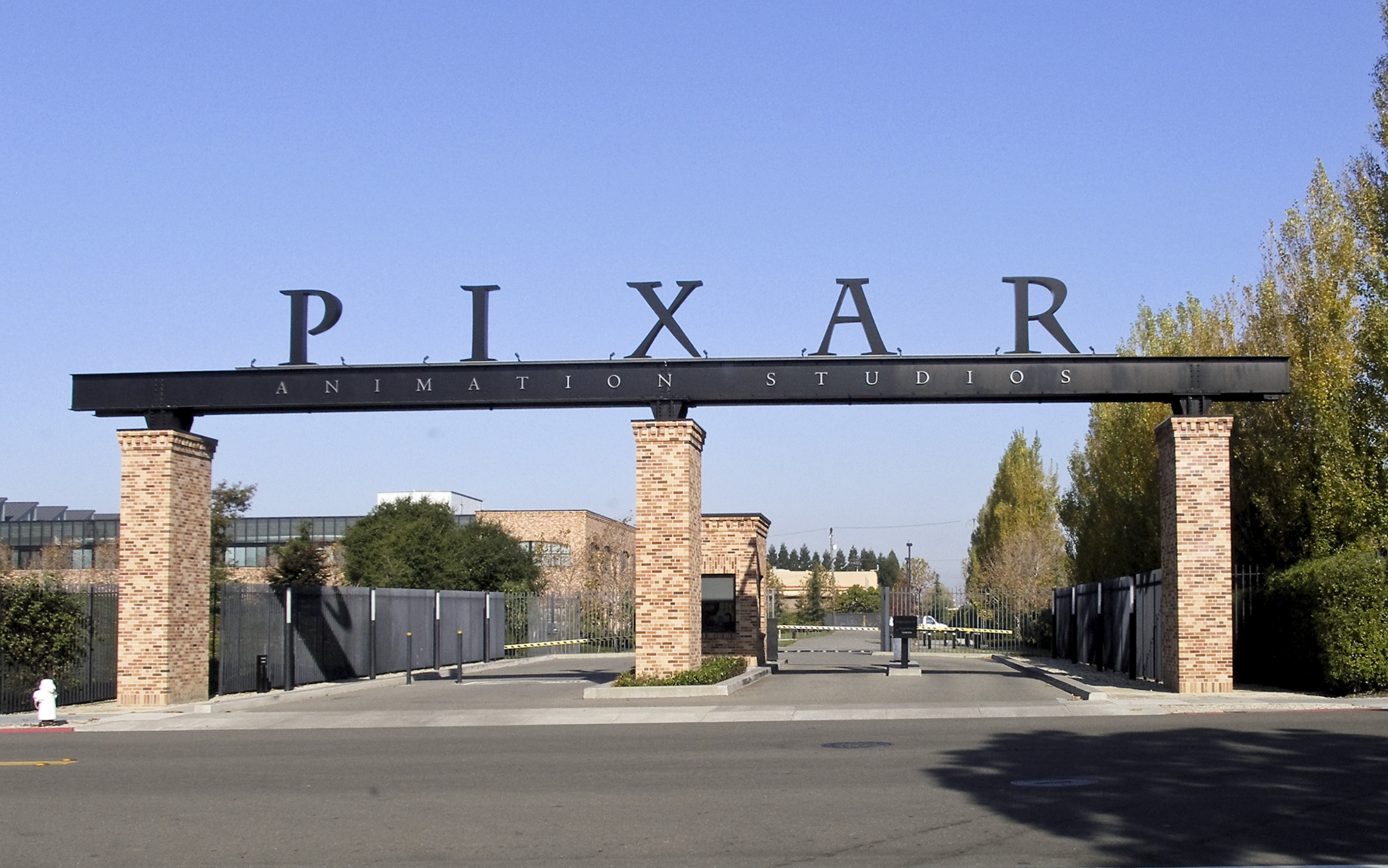
Entrada a los estudios Pixar en Emeryville, California.

### Antecedentes
Los antecedentes de Toy Story se remontan a 1981, cuando John Lasseter trabajaba como animador en Walt Disney Feature Animation, y un par de amigos suyos le mostraron la escena del ciclo de luz de la película Tron (1982) y este se mostró interesado en las posibilidades ofrecidas por la nueva tecnología generadora de animaciones por computadora. Si bien Disney rechazó su propuesta de producir por computadora La tostadora valiente y descartó un cortometraje animado por computadora a partir de ilustraciones del libro Donde viven los monstruos en el cual habían colaborado Lasseter y Glen Keane, finalmente Lasseter consiguió empleo en Lucasfilm y fue uno de los fundadores de Pixar, la cual Steve Jobs adquirió en 1986. Algunos de los proyectos iniciales de Lasseter en Pixar consistieron en cortometrajes animados que tenían como finalidad demostrar las capacidades técnicas de la Pixar Image Computer. Una de estas producciones, Tin Toy, marcó un hito en la historia del cine al ser el primer cortometraje animado por computadora en recibir un premio Óscar en la categoría homónima.
Conscientes del éxito de Tin Toy, Michael Eisner y Jeffrey Katzenberg, de The Walt Disney Company, contactaron a Lasseter para ofrecerle un empleo de vuelta en la compañía, sin embargo este último prefirió continuar en Pixar debido a la gratitud que sentía por la confianza de Jobs en sus proyectos, además de que compartía el propósito de Pixar de producir el primer largometraje animado por computadora de la historia. Aunque Katzenberg insistió en buscar un acuerdo con Pixar para producir dicho largometraje, lo cierto es que Disney se mostró al principio renuente a colaborar en una película cuya producción habría de ocurrir fuera de sus instalaciones. Tras algunas reuniones con Katzenberg, se acordó la realización de un especial televisivo navideño, A Tin Toy Christmas, que habría de servirles como experiencia previa a la producción del largometraje. Si bien las negociaciones no resultaron sencillas y provocaron que se desestimara el especial navideño, Pixar atravesaba por una situación financiera precaria y necesitaba concretar un acuerdo con Disney para conseguir su objetivo. Al final, ambos estudios firmaron un acuerdo a mediados de 1991 que estipuló, entre otras cosas, que Disney habría de ser la propietaria de la película y sus personajes, así como posibles continuaciones además de mantener el control creativo durante su producción, mientras que Pixar obtendría a cambio el 12,5 % de las recaudaciones.

### Redacción del guion
La mayoría del equipo responsable de la redacción del guion, conformado por Lasseter, Andrew Stanton, Pete Docter y Joe Ranft, carecían de experiencia en esta labor. Por tal motivo, Lasseter y Docter asistieron a un seminario de tres días en Los Ángeles impartido por el guionista Robert McKee, cuyo contenido versaba sobre la Poética de Aristóteles. Por ejemplo, uno de sus principios sugiere que las decisiones o acciones llevadas a cabo por un personaje para solucionar sus problemas representan un parámetro adecuado para evaluar su grado de realismo o convicción. Las primeras fases de producción de Toy Story estaban centradas en la creación de «carretes de historia», es decir secuencias filmadas de guiones gráficos con las voces grabadas del reparto.
La primera versión del guion, a cargo de Lasseter, Stanton y Docter y supervisada directamente por Disney, difería notablemente de la edición definitiva. Por ejemplo, los protagonistas eran Tinny —el músico de hojalata de Tin Toy— y un muñeco de ventrílocuo, mientras que el villano era Woody, un juguete que abusaba de los demás. Una vez que los ejecutivos del estudio vieron los guiones gráficos de esta versión, se prefirió relegar el control creativo de la película a Pixar. Aunque se mantuvo la temática de que «los juguetes anhelan que los niños jueguen con ellos, un deseo que impulsa sus esperanzas, temores y acciones», Katzenberg le propuso a Lasseter que incorporara el concepto de un «par de protagonistas impares», a semejanza de algunas películas como Fugitivos (1958) y 48 Hrs. (1982), protagonizadas por dúos con personalidades opuestas entre sí que, conforme avanza la trama, van aceptando sus diferencias y estableciendo un vínculo de amistad. Estos cambios estuvieron presentes en la segunda versión del libreto, que data de septiembre de 1991, aunque los protagonistas seguían siendo Tinny y el muñeco de ventrílocuo.
La siguiente edición del guion incorporó varias modificaciones a partir de la propuesta de Katzenberg. Se sustituyó el personaje de Tinny primeramente por el de una figura de acción militar, y luego por el de un astronauta. Antes de ser nombrado «Buzz Lightyear» —en alusión a Buzz Aldrin—, obtuvo otros nombres como «Lunar Larry» y «Tempues from Morph» y su apariencia física provino de los trajes usados por las tripulaciones del Apolo así como el diseño de los G.I. Joe. Los colores verde y púrpura eran los predilectos de Lasseter y su esposa, Nancy, y pasaron a incorporarse a la indumentaria del personaje. Por otro lado, Bud Luckey sugirió modificar los rasgos físicos de Woody por los de un vaquero y, para definir su apariencia definitiva, el equipo se inspiró en un muñeco de Casper the Friendly Ghost que Lasseter tenía cuando era niño. Cabe señalar que su característico mecanismo de cuerda, ubicado en la parte trasera del juguete, ya estaba considerado desde el primer guion supervisado por Disney. Uno de los últimos cambios referentes al personaje consistió en omitir sus rasgos de muñeco de ventrílocuo, ya que le brindaban un aspecto «astuto y perverso» de acuerdo con la personalidad original de Woody, cuyo nombre sirve de homenaje al actor de wéstern Woody Strode. Durante esta etapa Disney contrató a Joel Cohen, Alec Sokolow y Joss Whedon para contribuir a la redacción del libreto. Este último, por ejemplo, agregó al personaje de Rex.
Algunas otras obras que influyeron en la trama de Toy Story son La extraña pareja (1968) y Huida a medianoche (1988). Para el resto de los personajes principales, Lasseter decidió incorporar a juguetes clásicos que fuesen reconocibles por los adultos de esa generación, como Barbie, G.I. Joe, un barril de monos de plástico, soldados de plástico, Mr. Potato Head y Slinky Dog, cada uno con «sus propias limitaciones» y personalidades. No obstante, la inclusión de ciertos personajes en el guion dependió de la gestión de licencias con los correspondientes fabricantes de los juguetes; por ejemplo, Hasbro permitió la adición de Mr. Potato Head pero rechazó la propuesta de G.I. Joe. De manera similar, Mattel prefirió no ceder la licencia de Barbie —a la que Whedon quería darle un rol importante en las últimas escenas, de forma que rescatara a Buzz y Woody de Sid— ya que «las niñas que juegan con muñecas Barbie proyectan sus propias personalidades en el juguete. Si le brindas voz y animación a esa muñeca, estás creando una persona que podría no estar en concordancia con los sueños de cada niña», en opinión del productor Ralph Guggenheim.
El comienzo de la producción de la película no impidió que el guion fuese objeto de nuevas modificaciones, producto de sesiones de lluvias de ideas en las que participaron varios cineastas y animadores de Disney. Un ejemplo de esto fue la escena en la que Buzz se encuentra con los muñecos alienígenas en Pizza Planet. A lo largo del proceso de redacción del guion, los ejecutivos de Disney insistieron en que la trama incluyera también referencias para adultos, lo cual en opinión de Thomas Schumacher, tras ser consultado al respecto por Katzenberg, desvió el sentido con el que Lasseter y Pixar concibieron originalmente a Toy Story. Cuando el equipo de Pixar le presentó una versión del libreto a Peter Schneider —jefe de la división animada de Disney—, el 19 de noviembre de 1993, se llegó a la conclusión de que la película «era un esfuerzo plano y poco interesante, en el cual los héroes de juguete Buzz Lightyear y Woody el vaquero eran sarcásticos y desagradables». Esto motivó a Katzenberg a pausar la producción de la película hasta que se trabajara en una nueva versión del guion que resultara convincente para Disney, misma que quedó concluida tres meses después, en febrero de 1994. Durante esta etapa, Jobs financió con sus recursos la producción de la película. Algunos cambios realizados en este período incluyen la crisis existencial de Buzz y una personalidad más propia de «líder sabio y protector».

### Animación
Toy Story se completó con un presupuesto de 30 millones USD y un equipo conformado por 110 empleados, a diferencia de una de las últimas producciones de Disney en aquellos años, El rey león (1994), que requirió un presupuesto de 45 millones USD y un equipo de 800 personas. El director habló sobre los desafíos que implicó la animación por computadora en la película: «Tuvimos que hacer que todas las cosas lucieran más orgánicas. Cada hoja de césped tuvo que ser creada desde cero. Asimismo, nos dimos a la tarea de darle a ese universo un sentido de realismo. Por lo tanto, las puertas lucen golpeadas y los pisos se ven desgastados».
El proceso de animación partió de los guiones gráficos elaborados por Ralph Eggleston y un grupo de animadores a su cargo, y digitalizados con ayuda del programa Avid Media Composer. En promedio se emplearon tres horas para concretar cada una de las 1560 tomas que conforman la edición definitiva del largometraje, producidas mediante el uso de 400 modelos matemáticos por computadora. Esta etapa, en la que colaboraron varios diseñadores, se llevó a cabo primordialmente en las instalaciones de Sun Microsystems y Silicon Graphics y comenzó con el diseño tridimensional de los personajes con el programa informático Modeling Environment —Menv—. Al respecto, Lasseter comentó: «Lo que este sistema nos da es la capacidad de realizar estos últimos pequeños retoques para obtener el aspecto que queremos. Esto también existe en la animación 2D, pero es mucho más complicado. Si deseas reducir la velocidad del movimiento de un brazo en un 15 %, debes retroceder, borrar toda la animación y volver a dibujarla. Aquí solo movemos un fotograma, y [el efecto] se logra rápidamente». Cada toma era trabajada finalmente por ocho equipos diferentes. En el caso de algunos personajes, como el perro Skud, primeramente se creó con arcilla una escultura a escala, la cual se digitalizó con la herramienta Polhemus 3 Space Digitizer para proceder a su diseño tridimensional. A continuación se diseñaron y configuraron los controles de articulación y movimiento de los personajes, a partir de las grabaciones de voz del reparto. No obstante, de toda la galería de personajes, Woody resultó ser el más complejo, pues requirió hasta 723 controles de movimiento, incluyendo 212 para su rostro y 58 adicionales para su boca. Para sincronizar las voces de los actores con las bocas de los personajes, los animadores pasaron una semana concretando los detalles de las bocas y las expresiones de cada personaje.
Para el sombreado, se recurrió a los programas Amazon, Adobe Photoshop y Unwrap —este último desarrollado por Pixar para facilitar esta labor en ciertas superficies tridimensionales complejas—, mientras que los efectos de iluminación se produjeron de forma similar a un filme con imágenes reales. Finalmente se realizó la renderización y edición con ayuda de software de RenderMan, y Avid Technology y Sun, respectivamente. En total, se invirtieron 800 000 horas-máquina para producir la película, y un promedio de 2 a 15 horas para renderizar las tomas. El metraje final se envió a Skywalker Sound, donde se mezclaron los efectos de sonido con la banda sonora. En opinión de Lasseter: «En la animación computarizada, es fácil lograr que las cosas se muevan, pero al final el trabajo minucioso es el que hace que luzca real».

## Lanzamiento y recepción

### Estreno en cines

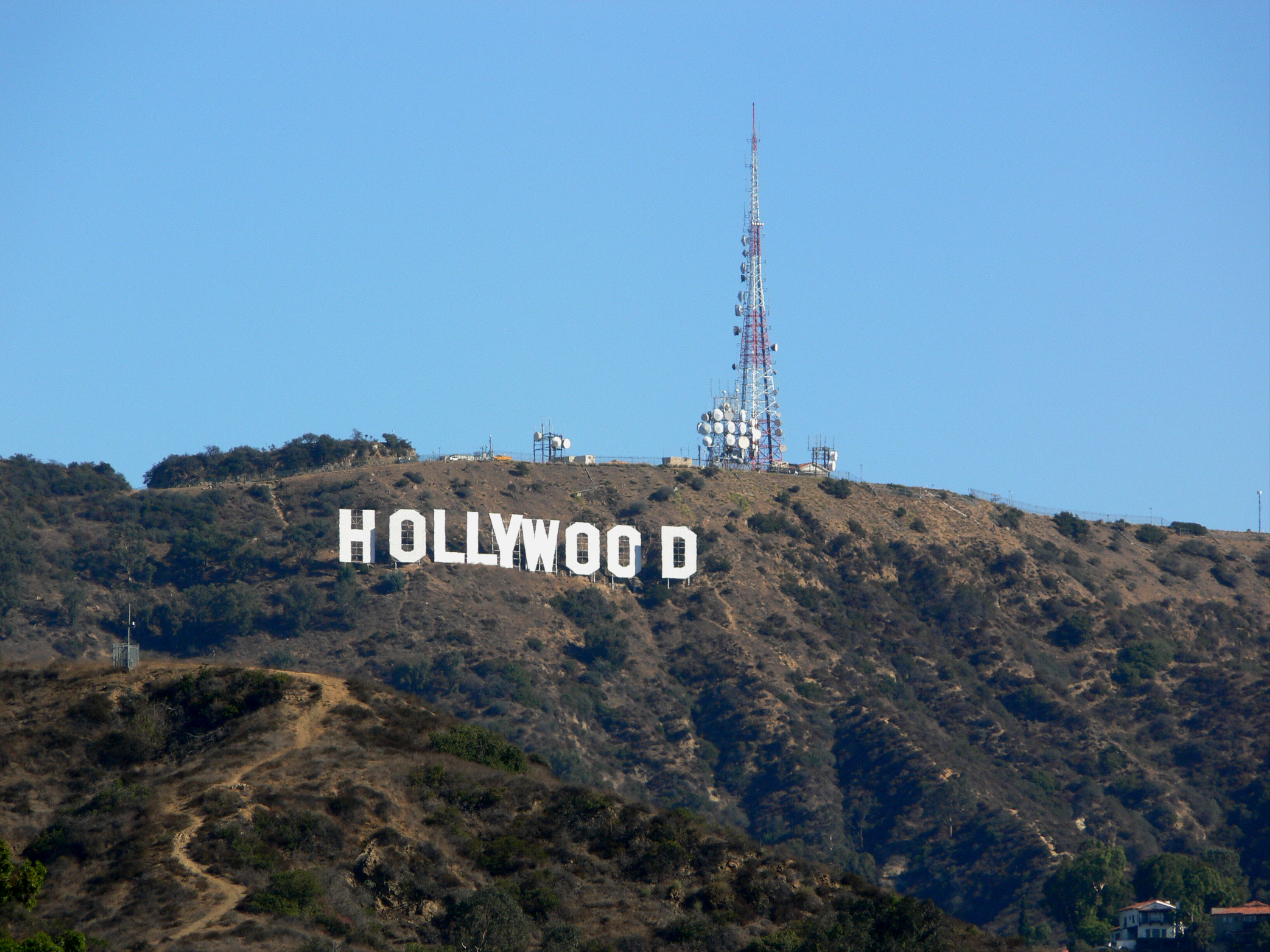
La película se estrenó en Hollywood el 19 de noviembre de 1995.

Toy Story tuvo una primera proyección el 19 de noviembre de 1995 en Hollywood, California; su estreno mundial ocurrió el 22 de noviembre de ese mismo año, coincidiendo con el comienzo de un fin de semana de cinco días de Acción de Gracias. Se proyectó inicialmente en 2281 salas de cine de todo el mundo, aunque poco después llegó hasta 2574 salas. Además, permaneció en cartelera durante un total de 37 semanas, haciéndose acompañar en las mismas del cuarto cortometraje de Pixar, Tin Toy.
Tras su estreno, Toy Story se convirtió en la única producción de Pixar en ser marcada con el logotipo de Disney por encima de su título, a pesar de que el proyecto había consistido en una colaboración dual. Sin embargo, después de la adquisición completa de la primera por Walt Disney Company en 2006, la película, junto con el resto de las cintas producidas por los estudios mencionados, cuentan con la marca Disney·Pixar.
Antes del estreno de la cinta, el productor ejecutivo Steve Jobs manifestó: «Si Toy Story es un éxito modesto —digamos que recaudara 75 millones USD en taquilla— nosotros [Pixar y Disney] quedaremos iguales [esto es, sin ganancias o pérdidas]. Si recaudara 100 millones, ambos haremos una buena fortuna. Pero si realmente es un gran éxito de taquilla y recauda más o menos 200 millones, haremos una buena fortuna, y Disney obtendrá muchísimo dinero». Por su parte, el presidente de Disney, Michael Eisner, expresó: «No creo que nadie pensara que Toy Story iba a tener tan buenos resultados como hasta ahora lo ha hecho. La tecnología es asombrosa, el elenco es inmejorable y creo que la historia es muy conmovedora. Créanme, cuando acordamos trabajar juntos, jamás pensamos que su primera película [de Pixar] sería nuestro filme principal para el período vacacional de 1995». El mercadeo de la película incluyó 20 millones USD gastados por Disney entre publicidad y anunciantes, entre los que se incluyen Burger King, Pepsico, Coca-Cola y Payless ShoeSource, gastando así un total de 125 millones USD en concepto de promoción y publicidad masivas. Un ayudante de marketing reflejó en la promoción: «Esto será un negocio formidable. ¿Cómo puede un niño, sentado por una hora y media de película frente a una galería de personajes de juguete reconocibles, no querer uno de estos?».

### Estreno en 3D
El 2 de octubre de 2009, la película se reestrenó en formato Disney Digital 3D. Durante su exhibición, se hizo acompañar de Toy Story 2, a manera de presentación doble, permaneciendo ambas en salas de cine durante un plazo original de dos semanas, que luego fue extendido tras su éxito. Adicionalmente, la segunda secuela de la cinta, Toy Story 3, fue estrenada con el mismo formato de 3D. Poco después, Lasseter comentó sobre el nuevo reestreno en 3D:

Las películas y personajes de Toy Story siempre ocuparán un lugar muy especial en nuestros corazones y estamos muy emocionados de exponer esta famosa cinta para que el público disfrute de una forma totalmente nueva y diferente gracias a lo último en tecnología 3D. Con Toy Story 3 en camino a convertirse en otra gran aventura de Buzz, Woody y la pandilla de la habitación de Andy, pensamos que sería genial permitirle al público experimentar las primeras dos películas de nueva cuenta y en una forma totalmente nueva.

Transformar la película en 3D requirió revisar los datos computacionales originales y, prácticamente, colocar una segunda cámara en cada escena, creando vistas de ojo-izquierdo y ojo-derecho, que eran necesarias para lograr la percepción de profundidad. Único en animación por computadora, Lasseter se refirió a su proceso como una «arqueología digital». El proceso tomó cuatro meses, así como seis meses adicionales para las dos películas para añadir el 3D. Bob Whitehill, el estereógrafo principal, supervisó dicho proceso y trató de lograr un efecto que impactara la narración emocional de la película:

Cuando miraba a las películas en su totalidad, quería buscar las razones del cómo la historia utilizaría 3D de diferentes maneras. En Toy Story, por ejemplo, cuando los juguetes estaban solos en su mundo, quería que se sintiera consistente en un mundo más seguro. Y cuando salían al mundo humano, es ahí cuando verdaderamente tuve la idea de hacer sentir el 3D peligroso, profundo y abrumador.

A diferencia de otros países, Reino Unido recibió las películas en 3D en estrenos individuales: Toy Story se estrenó el 2 de octubre de 2009 y Toy Story 2 se estrenó el 22 de enero de 2010. El reestreno obtuvo buenos resultados en cuanto a ingresos de taquilla se refiere, comenzando con unos 12,5 millones USD en su primer fin de semana, posicionándose en el puesto número tres después de Zombieland y Cloudy with a Chance of Meatballs. El segundo largometraje recaudó más de 30 millones USD en sus primeras cinco semanas.

### Crítica

#### Estados Unidos y Reino Unido
Después su lanzamiento, la película recibió «aclamación universal» por parte de la crítica especializada. El sitio web Rotten Tomatoes (que recopila diversos análisis provenientes de otros sitios) reporta que el filme posee 65 evaluaciones positivas, de un total de 65, lo que indica a su vez un raro 100% de «certificado fresco» (es decir, que resulta aprobatoria para Rotten), con una puntuación en promedio de 9/10. Mientras tanto, el sitio Metacritic, que utiliza un sistema de clasificación normalizado, estima a Toy Story en un nivel de «aclamación mundial», al alcanzar un puntaje de 92/100, sobre la base de 16 críticas dadas por medios especializados. En su gran mayoría, los informes engrandecen a la misma por su animación por computadora, elenco de voces y habilidad para mantener el interés en varios grupos de edades. Respecto a esto último, Janet Maslin, de The New York Times, señaló: «Los niños disfrutarán una nueva perspectiva en torno a la irresistible idea de mirar a juguetes que cobran vida. Y los adultos se maravillarán con un relato ingenioso y un antropomorfismo completamente brillante».
Leonard Klady, de Variety, elogió el aspecto «[...] inusual y frenético de las técnicas de animación. La cámara gira y se enfoca de una manera vertiginosa que te quita el aliento por completo». Roger Ebert, de Chicago Sun-Times, comparó el aspecto innovador presente en la animación de Toy Story con el de ¿Quién engañó a Roger Rabbit?, diciendo: «Ambas películas desmontan el universo de las imágenes cinemáticas, para luego juntarlas de nueva cuenta y permitirnos mirarlas de una manera completamente nueva». Por otra parte, Richard Corliss, de Time, mencionó que debido a este mismo aspecto, era «la comedia más imaginativa del año».
Otro aspecto en el que recibió buenas críticas fue el elenco de voces. Por ejemplo, Susan Wloszczyna, de USA Today, aprobó la elección de Hanks y Allen en los roles estelares. Al mismo tiempo, Kenneth Turan, de Los Angeles Times, dijo que «empezando con Tom Hanks, quien le brinda una credibilidad y peso valiosos a Woody, Toy Story es una de las mejores presentaciones animadas con voces que recuerde, con todo el elenco [...] haciendo que sus presencias se sientan fuertemente entre las audiencias». De igual manera, varias evaluaciones reconocieron la habilidad de la película para abarcar audiencias de diversas edades, específicamente infantiles y adultas. Bajo la misma premisa, Rita Kempley, de The Washington Post, apuntó: «[...] todas las artimañas digitales no hubiesen tenido el mismo valor de no haber sido por el alocado y entusiasta reparto de voces». Owen Gleiberman, de Entertainment Weekly, añadió en su informe: «Cuenta con una libertad de imaginación pura y extática, la cual forma parte del sello de calidad de las mejores películas para niños. Además, posee el tipo de graciosidad que, en ocasiones, hará reír incluso aún más a los adultos que a los niños». Desde otra perspectiva, la británica BBC concluyó: «Grabada a través de un envidiable y exuberante sentido de su propio brillo, Toy Story continuará impresionando incluso mucho tiempo después de que su virtuosismo técnico haya sido superado».
En 1995, la revista Time la catalogó como la octava mejor película en su listado de las diez mejores producciones cinematográficas de ese año. Igualmente, en 2003, la Online Film Critics Society la nombró como la mejor película animada de todos los tiempos, y años después, en 2007, la Visual Effects Society la colocó en el puesto número 22 de su lista de las «50 películas de efectos visuales más influyentes de toda la historia». En 2005, Toy Story fue elegida para ser preservada en el National Film Registry de la Biblioteca del Congreso de Estados Unidos, siendo una de las cinco únicas películas que resultaron elegidas ese primer año de selección. Además, se encuentra posicionada en 99.º lugar de las cien mejores películas estadounidenses de todos los tiempos, un listado elaborado por el instituto AFI. Así, fue una de las dos cintas de animación en el conjunto, siendo la otra Snow White and the Seven Dwarfs. De manera parecida, ocupó el sexto puesto de las mejores producciones de animación del listado «AFI's 10 Top 10». En una encuesta realizada en 2009 por el periódico británico The Daily Telegraph, Toy Story fue votada como la mejor película animada de todos los tiempos.
El cineasta Terry Gilliam elogió a su vez a la película, diciendo: «es el trabajo de un genio. Hizo que la gente comprendiera el verdadero significado de los juguetes. Cada personaje es fiel a su propia personalidad. Y eso es simplemente brillante. Posee algo especial, que siempre se me ha quedado presente, en la escena donde Buzz Lightyear descubre que es un juguete. Está parado en esa escena justo en la parte más alta de las escaleras y la cámara avanza hacia atrás y se ve que él no es más que una pequeña figura. Buzz era un personaje con un ego enorme apenas dos segundos antes [...] y es estupendo. La considero como una de mis diez películas favoritas, y punto».
En un comentario ligeramente negativo, el crítico James Berardinelli mencionó que, a diferencia de las anteriores cintas animadas de Disney, Toy Story «es menos artística y más tecnológicamente impresionante», concluyendo que el detalle más negativo de la película recae en la «sobreexplotación comercial» por parte de los estudios Disney: «En estos momentos, los muñecos de Woody y Buzz ya se encuentran en las repisas de las tiendas departamentales. Burger King ya ha sacado su línea de figurines también. [...] Por lo tanto, desde el punto de vista de la industria del entretenimiento, es una buena idea ver la película antes de que el diluvio de productos se vuelva tan excesivo, que al final vuelva todo esto en un asunto meramente de adultos».

#### Hispanoamérica y España
Para el sitio español Alohacriticon, los mayores aciertos de Toy Story recaen en «su espectacular trabajo técnico en CGI y en la creación de unos simpáticos personajes, alterando la inanimación de los juguetes y empleando las particularidades de los mismos para construir una entretenida trama con una brillante perspectiva narrativa». De manera similar, la revista mexicana Cine Premiere, a través de su portal web, coincidió con algunas de las críticas inglesas, afirmando que «a pesar de ser un filme relativamente reciente, es indudablemente el gran clásico de la animación computacional, algo similar a lo que Snow White es para la tradicional. Además de ser la primera en su género, sus personajes son entrañables y sin importar el tiempo, mantienen esa capacidad para conmovernos y de paso recordarnos a nuestro juguete favorito de la infancia». Por otra parte, en Argentina, el diario Clarín destacó que los puntos favorables de la película no solamente se limitan al aspecto de la animación: «[Toy Story] significó una revolución no solo técnica sino también creativa».
La Nación escribió que con la película «Disney ya vislumbraba el futuro que tendría la animación computada en la realización de películas [... el] exitoso film muestra el futuro que tiene el cine de animación por computadora». El diario español El País añadió: «Toy Story da muestras de un espectacular sentido del desarrollo dramático y una resolución en términos clásicos que para sí quisieran muchas convencionales cintas de acción». FilmAffinity destacó que es una «divertida y entrañable comedia, un clásico ya del cine 'para niños' (es un decir, porque la puede disfrutar cualquiera) [...] Una historia con bastantes valores moralizantes (es Disney), una progresión narrativa modélica (la manera de presentar a todos los personajes, cómo van evolucionando y demás) e incluso un final bastante emocionante».

### Recaudación
A partir de su estreno el 22 de noviembre de 1995, siendo lanzada en territorio estadounidense en 2457 salas de cine, Toy Story recaudó en sus primeros cinco días de exhibición —en el fin de semana de Acción de Gracias— 39 071 176 USD. Así, logró situarse para ese mismo fin de semana en el primer lugar de la taquilla a nivel regional, obteniendo un total de 29 140 617 USD adicionales. En tal posición permaneció las siguientes dos semanas, con lo que pasó a convertirse en la película con mayores recaudaciones en Estados Unidos en ese año, superando a filmes como Batman Forever, Apolo 13 y Pocahontas. Asimismo, en esa época, pasó a ser considerada como la tercera cinta animada más taquillera de la historia, solo por debajo de El rey león (1994) y Aladdín (1992). Sin tomar en cuenta la inflación, la cinta pasaría a ser una de las 100 producciones más exitosas de todos los tiempos. Finalmente, obtuvo 191 796 233 USD tan solo entre su país de origen y Canadá, recaudando a nivel internacional 170 162 503 USD (en México ganó 3 695 119 USD, mientras que en España obtuvo 11 382 969 USD) lo cual hace un total de 394 958 736 USD a nivel mundial, pasando a ser entonces la producción con mejores resultados en la taquilla mundial de 1995, superando a Die Hard with a Vengeance, que recaudó poco más de 366 millones USD.
Además, de entre los lanzamientos más exitosos de Pixar, Toy Story se encuentra en el noveno lugar, superada por filmes como Buscando a Nemo, Up, Ratatouille, e inclusive su sucesora, Toy Story 2. Por otra parte, es la película con mayores recaudaciones en la clasificación G (dada por la MPAA) de ese año, superando así por ejemplo a Babe. En cuanto a la doble presentación en formato 3D, estrenada a finales de 2009, Toy Story y su secuela obtuvieron un total de 35 868 069 USD (30 702 446 USD en Estados Unidos y 5 165 623 USD en taquillas extranjeras).

### Premios
El filme se hizo acreedor de numerosos premios y nominaciones, incluyendo un Nickelodeon Kids' Choice, un MTV Movie y un BAFTA, entre otros. John Lasseter, a su vez, recibió en 1996 un «reconocimiento especial al mérito» por parte de la Academia de Artes y Ciencias Cinematográficas de Hollywood, por «desarrollar e inspirar la aplicación de técnicas que han hecho posible el primer largometraje animado por computadora». Entre las nominaciones logradas por la cinta, se encuentran tres premios Óscar (dos para Randy Newman por «mejor canción original» y «mejor banda sonora»), y una cuarta candidatura por «mejor guion original» en la misma ceremonia, para Joel Cohen, Pete Docter, John Lasseter, Joe Ranft, Alec Sokolow, Andrew Stanton y Joss Whedon.
Más tarde, triunfó en el evento anual de los premios Annie, al recibir un total de ocho estatuillas, incluyendo «mejor película animada», siendo las otras para el animador Pete Docter, el director, el compositor, los productores Bonnie Arnold y Ralph Guggenheim, el diseñador de producción Ralph Eggleston y los guionistas, quienes fueron al mismo tiempo galardonados en el rubro de «mejor logro individual» en sus respectivas áreas por sus contribuciones en la realización de Toy Story. A las anteriores, se añade un premio para la producción en la categoría «mejor logro individual técnico».
También obtuvo dos nominaciones para los premios Globo de Oro (una por «mejor película - comedia o musical» y otro por «mejor canción original en una película», esta última por la canción «You've got a Friend in Me», compuesta por Newman). Tanto en Los Angeles Film Critics Association como en el Kansas City Film Critics Circle, se hizo acreedora a la estatuilla de «mejor película animada». Toy Story se encuentra entre los primeros diez lugares de «las 50 películas del British Film Institute que deberías ver a la edad de 14 años», posicionándose además en el puesto 99 de la lista de «500 mejores películas de todos los tiempos», según la revista Empire, siendo la película animada en la posición más alta de la lista.
Forma parte del AFI's 10 Top 10.

### Medios domésticos
Toy Story fue lanzada en VHS y LD el 29 de octubre de 1996, sin material extra. En la primera semana del lanzamiento en VHS las rentas completaron 5,1 millones USD, debutando como el vídeo número uno de la semana. El 11 de enero de 2000, se lanzó en VHS en la serie Gold Classic Collection con un cortometraje extra, Tin Toy, el cual vendió dos millones de copias. Su primer lanzamiento en DVD ocurrió el 16 de diciembre de 2001, en un doble paquete que incluía a Toy Story 2; esta versión estuvo disponible también por separado. También el 16 de diciembre de 2001, un paquete de disco triple «Ultimate Toy Box» fue lanzado, conteniendo a Toy Story, Toy Story 2 y un tercer disco de material especial. El 6 de septiembre de 2005 se lanzó un paquete de dos discos, «10th Anniversary Edition», con gran parte del material extra presente en el «Ultimate Toy Box», incluyendo un especial retrospectivo con John Lasseter, una mezcla de cine en casa y una nueva portada. Este DVD volvió al Disney Vault del 31 de enero de 2009, junto con Toy Story 2. También, el 6 de septiembre de 2005 un escueto UMD de Toy Story fue lanzado para la consola de videojuegos de PlayStation Portable de Sony. Finalmente, el 22 de enero de 2011, la película se lanzó, por primera vez, en un paquete especial de edición limitada para Blu-ray, acompañada de Toy Story 2, mientras que el 11 de mayo de 2010 se lanzó la película nuevamente en formato DVD.

## Banda sonora
Lasseter estaba en contra de que la película fuera un musical, similar a las producciones anteriores de Disney como Aladdin o El rey león. Sin embargo, Disney favoreció el formato musical, afirmando: «Los musicales son nuestra orientación. Si estos comienzan a cantar, es una gran taquigrafía. Toma mucha responsabilidad lo que ellos piden». No obstante, los estudios coincidieron con Lasseter y decidieron contratar a Randy Newman para realizar la banda sonora. Fue el primer filme animado en el que Newman trabajaría. El cineasta declaró: «Nuestras canciones son conmovedoras, ingeniosas y satíricas, y [Newman] podrá transferir la emoción para cada escena». Newman desarrolló el tema principal de la película, «You've Got a Friend in Me», en un solo día.
La banda sonora de Toy Story fue producida por Walt Disney Records y se estrenó el 22 de noviembre de 1995, la misma semana del estreno de la película. Compuesta y escrita por Randy Newman, la banda recibió elogios por su «enérgica y emocionante orquesta». A pesar del éxito crítico del álbum, la banda sonora solo llegó al número 94, como punto máximo, en la lista de álbumes de Billboard 200. El 12 de abril de 1996 tuvo lugar el lanzamiento del sencillo en casete y CD de «You've Got a Friend in Me, para promover el lanzamiento del álbum. La banda sonora fue remasterizada en 2006 y aunque ya no está disponible físicamente, el álbum puede ser adquirido en tiendas como iTunes.

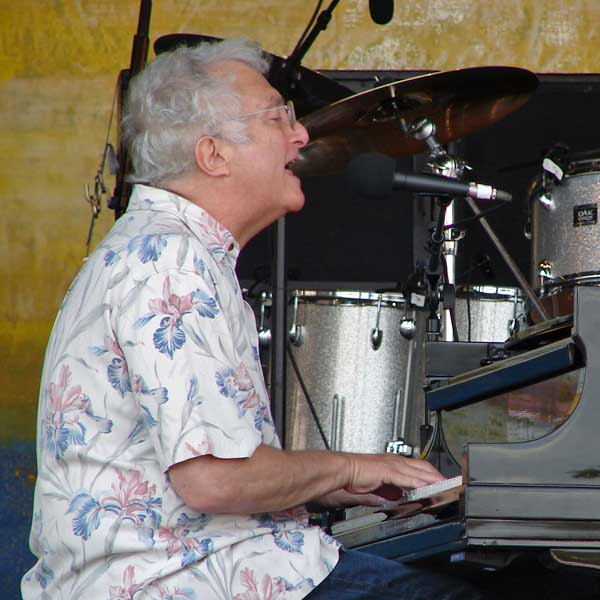
Randy Newman se encargó de la musicalización de la película.

Lista de canciones
| N.º   | Título                                                              | Duración |  |
| 1.    | « You've Got a Friend in Me» (interpretada por Newman)              | 2:04     |  |
| 2.    | «Strange Things» (interpretada por Newman)                          | 3:18     |  |
| 3.    | «I Will Go Sailing No More» (interpretada por Newman)               | 2:57     |  |
| 4.    | «Andy's Birthday»                                                   | 5:58     |  |
| 5.    | «Soldier's Mission»                                                 | 1:29     |  |
| 6.    | «Presents»                                                          | 1:09     |  |
| 7.    | «Buzz»                                                              | 1:40     |  |
| 8.    | «Sid»                                                               | 1:21     |  |
| 9.    | «Woody and Buzz»                                                    | 4:29     |  |
| 10.   | «Mutants»                                                           | 6:05     |  |
| 11.   | «Woody's Gone»                                                      | 2:13     |  |
| 12.   | «The Big One»                                                       | 2:51     |  |
| 13.   | «Hang Together»                                                     | 6:02     |  |
| 14.   | «On the Move»                                                       | 6:18     |  |
| 15.   | «Infinity and Beyond»                                               | 3:09     |  |
| 16.   | «You've Got a Friend in Me» (interpretada por Newman y Lyle Lovett) | 2:42     |  |
| 51:44 |                                                                     |          |  |

## Legado e impacto cultural
Toy Story provocó un gran impacto en la industria del cine con su innovadora animación por ordenador. Después del estreno de la película, varias industrias se interesaron en la tecnología utilizada en la película; por ejemplo, los fabricantes de chips gráficos se propusieron transformar los gráficos computacionales a imágenes similares a las animaciones presentes en el filme. Igualmente, algunos desarrolladores de videojuegos mostraron interés en el diseño de juegos virtuales a partir de esta técnica de animación, mientras que, por otra parte, investigadores de robótica profundizaron en el uso de la misma para la creación de nuevas formas de inteligencia artificial para sus máquinas. Asimismo, varios autores compararon la película a una interpretación de Don Quijote, vinculándola con el humanismo. Adicionalmente, Toy Story dejó un legado con la famosa frase «Al infinito... ¡y más allá!» (pronunciada por Buzz Lightyear en la cinta), conduciendo a la producción de secuelas y software, entre otros productos.
En 2005 el National Film Registry seleccionó la cinta como "cultural, histórica o estéticamente" significativa, por lo que fue guardada en el archivo de la institución para su preservación.

### «To infinity and beyond»
La clásica frase de Buzz Lightyear, «To infinity and beyond» (traducida «Al infinito... ¡y más allá!» en Hispanoamérica y «Hasta el infinito... ¡y más allá!» en España), se ha utilizado no solo en camisetas, sino que también ha sido objeto de discusión entre filósofos y teóricos matemáticos. Estos últimos han señalado que no es posible llegar más allá del infinito en las matemáticas, y en su lugar, manifiestan que dicha frase es relevante solamente para el «mundo del espectáculo». Lucia Hall de The Humanist enlazó al argumento de la película a una interpretación del humanismo. Comparó la frase con la de «Todo esto, ¡y el cielo también!», indicando que está feliz con una vida en la Tierra, además de tener una vida futura. En 2008, unos astronautas llevaron una figura de acción de Buzz Lightyear al espacio en el transbordador espacial Discovery como parte de una experiencia educacional para estudiantes, haciendo hincapié en la famosa frase. La figura de acción fue utilizada para experimentos de ingravidez. También en 2008, la frase causó noticias internacionales cuando se reportó que un padre y su hijo habían repetido continuamente la frase, como apoyo para llevar de esta forma un seguimiento mutuo, mientras pedaleaban en el agua durante quince horas en el océano Atlántico. Ese mismo año, la revista británica Empire eligió a Buzz Lightyear como uno de los cien mejores personajes del cine de todos los tiempos.

### Secuelas, programas y series derivadas
Toy Story generó tres secuelas: Toy Story 2 (1999), Toy Story 3 (2010) y Toy Story 4 (2019). Inicialmente, la secuela de Toy Story iba a ser un lanzamiento directo para video, comenzando su desarrollo en 1996. Sin embargo, después de que el reparto de Toy Story regresase se llegó a la conclusión de que la historia era adecuada para realizar una segunda parte cinematográfica. Así, en 1998, se anunció que la secuela tendría estreno en cines. Para esta continuación, regresó la mayoría del elenco de voz de Toy Story y el guion esta vez se centró en rescatar a Woody después de que es secuestrado en una venta de garaje. La segunda parte de Toy Story obtuvo una mejor recepción que su predecesora, adquiriendo una valoración extraordinaria de 100% por Rotten Tomatoes, basada en 125 reseñas. En Metacritic, la película recibió una puntuación favorable de 88/100 basada en 34 reseñas. Fue proyectada en 3257 salas de cine y recaudó mundialmente cerca de 485 millones USD, convirtiéndose de esta forma en la segunda película animada más exitosa en el momento de su estreno, solo después de El rey león.
Por otra parte, Toy Story 3 se estrenó el 18 de junio de 2010. Trata sobre lo que pasa con los juguetes cuando son abandonados en un centro de atención diurna, después de que Andy asiste a la universidad. De nuevo cuenta, la mayoría del reparto de las anteriores dos películas regresó para dar voz a sus respectivos personajes; cabe señalarse que, a diferencia de sus predecesoras, Toy Story 3 fue lanzada directamente en formato 3D. Una tercera continuación, Toy Story 4, bajo la dirección de Lasseter, fue anunciada por Disney a finales de 2014 y se estrenó el 21 de junio de 2019. El 17 de junio de 2022 se estrenó Lightyear, una película spin-off de la franquicia que cuenta la historia del personaje humano que inspiró la figura de acción de Buzz Lightyear dentro del universo de la franquicia.
En noviembre de 1996 comenzó a realizarse la presentación sobre hielo Disney on Ice: Toy Story, que incluía las voces del elenco y la música de Randy Newman. De igual manera, en abril de 2008, el crucero Disney Wonder presentó Toy Story: The Musical, como atracción para sus pasajeros. Permitió además la producción de una película animada directa para video, Buzz Lightyear of Star Command: The Adventure Begins, así como la serie de televisión Buzz Lightyear, Comando Estelar. La película y serie siguen a Buzz Lightyear y sus amigos en el Comando Estelar, mientras defienden la justicia a través de la galaxia. A pesar de que la película fue criticada por no utilizar la misma animación de Toy Story y Toy Story 2, vendió tres millones de VHS y DVD en su primera semana de lanzamiento. Y a su vez, la serie duró dos temporadas, llegando a transmitirse un total de 62 episodios entre finales de 2000 y comienzos de 2001. Posteriormente han aparecido una serie de cortometrajes animados, producidos por el estudio Pixar y distribuidos por Walt Disney Pictures conocidos como Toy Story Toons.

### Softwarey productos
Disney's Animated Storybook: Toy Story y Disney's Activity Center: Toy Story fueron lanzados para los sistemas operativos Windows y Mac OS. Disney's Animated Storybook: Toy Story fue el título de software más vendido de 1996, vendiendo poco más de 500 000 copias. Se lanzaron dos videojuegos tras el estreno de la película: Toy Story, para Sega Genesis, Super Nintendo Entertainment System, Game Boy, y PC, y Toy Story Racer, para la consola PlayStation y Game Boy Color; este último incluye elementos de Toy Story 2. Pixar creó animaciones originales para todos estos juegos, incluyendo secuencias totalmente animadas para los títulos de PC.
La cinta tuvo una larga promoción antes de su estreno, llevando de esta forma a las numerosas incorporaciones de la película en otros medios, tales como la impresión de imágenes en las cajas de alimentos. Una variedad de productos se lanzaron durante la proyección del filme en las salas de cine y su estreno inicial en VHS, incluyendo juguetes, ropa y zapatos, entre otras cosas. Si bien las primeras figuras de acción de Buzz Lightyear y Sheriff Woody fueron ignoradas por los comerciantes, tiempo después de que un aproximado de 250 000 figuras de cada personaje fueron vendidas antes del estreno del filme, la demanda se incrementó, finalmente llegando a más de 25 millones de unidades vendidas hasta 2007.

### Atracciones en parques temáticos

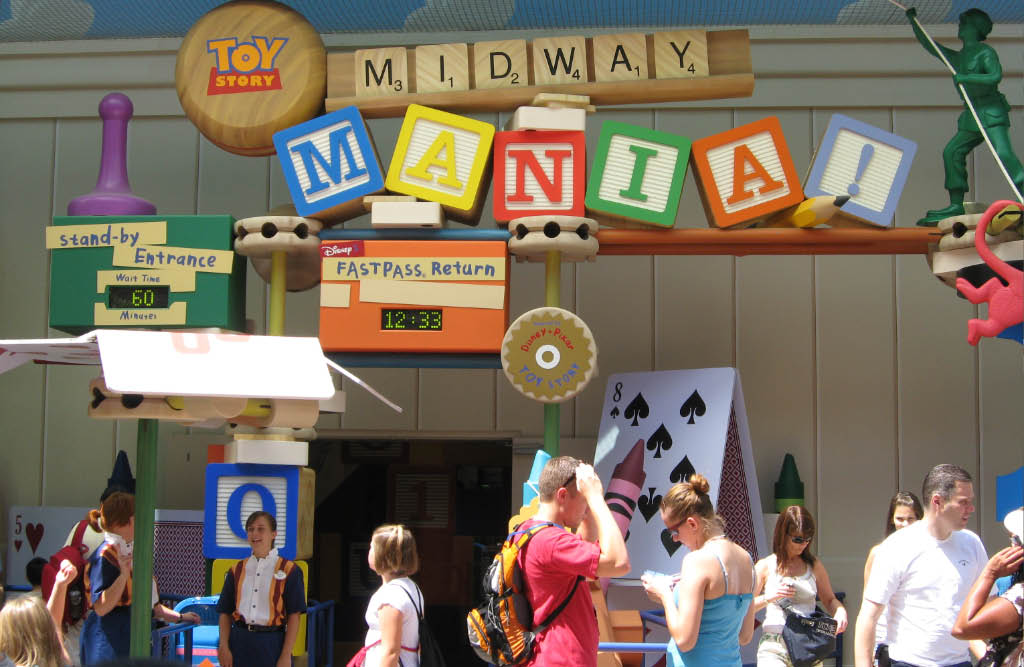
Entrada a la atracción Toy Story Mania, presente en Walt Disney World y Disneyland.

Resulta destacable mencionar que Toy Story y sus continuaciones han servido de inspiración para la creación de varias atracciones en los parques temáticos de Walt Disney World, Disneyland, Disneyland Paris y Hong Kong Disneyland:
- Buzz Lightyear's Space Ranger Spin, en Magic Kingdom: tiene como protagonistas a los propios asistentes al parque, quienes actúan como cadetes de las fuerzas espaciales de Buzz. Así, los visitantes recorren la atracción por medio de varias escenas alusivas a la película, tales como una donde aparecen los secuaces del Emperador Zurg, o al disparar cañones láser para marcar puntos, etcétera.[153]
- Buzz Lightyear's Astro Blasters, en Disneyland: es muy similar a la anterior, solo que en esta atracción los cañones láser no se encuentran fijos al vehículo durante el recorrido, sino que los visitantes pueden manipularlo libremente con las manos.[154]
- Buzz Lightyear's Astroblasters, en DisneyQuest ubicado en Walt Disney World: es una atracción donde los visitantes compiten entre sí chocando sus vehículos y haciendo estallar asteroides (que en realidad son balones gigantes) contra el adversario.[155]
- Toy Story Mania, tanto en Disney's Hollywood Studios en Walt Disney World como en Disney California Adventure en Disneyland: muestra una serie de juegos interactivos tipo carnaval, presentados por los personajes principales de la película. Los visitantes abordan vehículos y usan lentes 3D, para luego disparar un cañón a aros, pelotas y demás objetos virtuales que van apareciendo durante el recorrido. Meses antes del estreno de Toy Story 3, Disney anunció que la atracción pasaría por una actualización con el fin de incorporar a los nuevos personajes de la franquicia.[151][152]
- World of Color, en Disney California Adventure: es un espectáculo nocturno acuático y de luces, donde algunas de las escenas proyectadas en las pantallas muestran animaciones de las películas de Toy Story.[156]
- Toy Story Playland, en Disneyland Paris y Hong Kong Disneyland, inaugurada en agosto de 2010 y de 2011, respectivamente. La región temática está diseñada para crear la ilusión de que se «encoge a los invitados» hasta el tamaño de un juguete y así los visitantes pueden jugar en el patio trasero de Andy en varias atracciones.[157]